# Hippolyte Delehaye
Hippolyte Delehaye (ur. 19 sierpnia 1859 w Antwerpii, zm. 1 kwietnia 1941 w Etterbeek) – belgijski historyk, jezuita, bizantynolog, hagiograf. 

## Życiorys
Wstąpił do zakonu jezuitów w 1876 roku. Był związany z bollandystami od 1886. Był redaktorem serii Bibliotheca Hagiographica Graeca i czasopisma Analecta Bollandiana. 

## Wybrane publikacje
- Bibliotheca hagiographica graeca, Bruxelles, 1895
- Les légendes hagiographiques, Bruxelles, 1905
- Les origines du culte des martyrs, Bruxelles, 1912
- À travers trois siècles : l'œuvre des Bollandistes (1615-1915), Bruxelles, 1920
- Saint Martin et Sulpice Sévère, Bruxelles, Société des Bollandistes et Paris, Picard, 1920. In-8° de 136 pages (Tiré à part des Analecta Bollandiana, t. XXXVIII)
- Les passions des martyrs et les genres littéraires, Bruxelles, 1921
- Sanctus : essai sur le culte des saints dans l'antiquité, Bruxelles, 1927

## Publikacje w języku polskim
- Monastycyzm bizantyjski, [w:] Norman H. Baynes, H. St. L.B. Moss, Bizancjum: wstęp do cywilizacji wschodniorzymskiej, Edward Zwolski (tłum.), Warszawa: Pax, 1964. Brak numerów stron w książce